# Hongshanosaurus
Hongshanosaurus ist eine wenig bekannte Gattung der Vogelbeckensaurier aus der Gruppe der Ceratopsia. Sie ist eng verwandt mit Psittacosaurus und bildet mit diesem die Psittacosauridae.
Holotyp von Hongshanosaurus ist der Schädel eines Jungtieres, der nahezu vollständig erhalten ist. Daneben ist noch der rund 20 Zentimeter lange Schädel eines erwachsenen Tieres bekannt, was etwa den größeren Vertretern von Psittacosaurus entspricht. Von seinem bekannten Verwandten unterscheidet er sich unter anderem darin, dass der vor der Augenhöhle gelegene Teil des Schädels die Hälfte der Schädellänge ausmacht, dass Nasen- und Augenhöhle elliptisch sind und dass das untere Schädelfenster der Schläfenregion nach hinten und unten (caudodorsal) gerichtet ist. Über den restlichen Körperbau dieses Dinosauriers ist nichts bekannt, möglicherweise bewegte er sich wie Psittacosaurus vorwiegend auf zwei Beinen (biped) fort. Er war wie alle Ceratopsia Pflanzenfresser.
Die Funde von Hongshanosaurus stammen aus der Yixian-Formation aus der chinesischen Provinz Liaoning und wurden 2003 erstbeschrieben. Der Gattungsname spielt auf die neolithische Hongshan-Kultur an, Typusart und einzig bekannte Art ist H. houi. Die Datierung dieser Formation ist umstritten. Das Fossil stammt aus der Unterkreide, vermutlich aus dem frühen Aptium und ist somit etwa 126 bis 123 Millionen Jahre alt.
Nach einem Vergleich der Schädelmorphologie wurde Hongshanosaurus Mitte 2013 mit Psittacosaurus lujiatunensis synonymisiert, da sich die festgestellten Apomorphien der Gattung mit der dorsoventralen Zerdrückung des Schädels erklären lassen.